# Epsilon Indi
Pour les articles homonymes, voir Epsilon (homonymie).
Désignations
Epsilon Indi (en abrégé ε Ind ; en français Epsilon de l'Indien) est un système quadruple situé à 11,82 années-lumière du système solaire, ce qui en fait un des systèmes les plus proches que l'on connaisse. Il est observable dans la constellation de l'Indien, visible depuis l'hémisphère sud. Epsilon Indi a une structure double double, avec pour sous-système principal une étoile naine orange (Epsilon Indi Aa) accompagnée d'un Jupiter froid (Epsilon Indi Ab) et pour sous-système secondaire une paire de naines brunes (Epsilon Indi Ba et Bb).
Avec une magnitude apparente de 4,69, s'agit de la cinquième étoile la plus brillante de la constellation de l'Indien. Il s'agit même d'un des systèmes les plus brillants de tout le ciel et il est visible à l'œil nu.

## Membres et structure

### Epsilon Indi A

#### Epsilon Indi Aa
L'étoile principale, Epsilon Indi A, possède le deuxième mouvement propre le plus important parmi les étoiles visibles à l'œil nu (environ 4,7 secondes d'arc par an), surpassée seulement par 61 Cygni (la troisième si on prend en compte Groombridge 1830 qui, avec une magnitude apparente de +6,4, peut parfois être observée à l'œil nu dans des conditions exceptionnellement bonnes). Elle se déplace sur la sphère céleste d'une distance équivalente au diamètre apparent de la pleine Lune en 400 ans. Il s'agit d'une naine orange de type spectral K5 V, appartenant à la séquence principale.

#### Epislon Indi Ab
Découverte en 2018, Epsilon Indi Ab est une exoplanète confirmée qui orbite autour de l'étoile Epsilon Indi A. Elle a une masse de 2,71 fois et 1,75 fois le diamètre de Jupiter et une période orbitale de 52,5 ans, ce qui en fait un Jupiter froid.

### Epsilon Indi B

#### Epsilon Indi Ba
En janvier 2003, Ralf-Dieter Scholz, Mark McCaughrean, Nicolas Lodieu et Bjoern Kuhlbrodt annoncent avoir découvert une naine brune, Epsilon Indi Ba (appelée simplement Epsilon Indi B avant la découverte de son compagnon), en orbite autour d'Epsilon Indi A, à une distance approximative de 1 500 unités astronomiques. Ce compagnon aurait une masse d'environ 47 ± 10 fois la masse de Jupiter, pour un diamètre équivalent au diamètre jovien, et sa température de surface serait de 987 ± 60(1456) °C. Cet objet est si « froid » qu'on a pu détecter du méthane dans son atmosphère, elle a été classée de type spectral T1 V.

#### Epsilon Indi Bb
En août 2003, une autre équipe d'astronomes découvrit que cette naine brune est en fait une étoile double, les deux membres du couple étant séparés d'environ 2,65 ua. Classée de type T6, Epsilon Indi Bb (aussi nommée Epsilon Indi C) possède une masse de 28 ± 7 masses joviennes, et est encore plus froide qu'Epsilon Indi Ba (1 183 °C). La période orbitale du couple est estimée à une quinzaine d'années environ.